# Seirophora tenera
Seirophora tenera är en lavart som beskrevs av Frödén & Litterski. Seirophora tenera ingår i släktet Seirophora och familjen Teloschistaceae.   Inga underarter finns listade i Catalogue of Life.